# Psychotria beaufortiensis
Psychotria beaufortiensis là một loài thực vật có hoa trong họ Thiến thảo. Loài này được Valeton ex Sohmer miêu tả khoa học đầu tiên năm 1988.